# Татарево (Пловдивская область)
Татарево (болг. Татарево) — село в Болгарии. Находится в Пловдивской области, входит в общину Первомай. Население составляет 599 человек.

## Политическая ситуация
В местном кметстве Татарево, в состав которого входит Татарево, должность кмета (старосты) исполняет Иван Димитров Донев (коалиция в составе 2 партий: Новое время (НВ), национальное движение «Симеон Второй» (НДСВ)) по результатам выборов правления кметства.
Кмет (мэр) общины Первомай — Ангел Атанасов Папазов (коалиция партий: Союз свободной демократии (ССД), Земледельческий народный союз (ЗНС)) по результатам выборов в правление общины.